# Кіпнак (аеропорт)
Аеропорт Кіпнак (англ. Kipnuk Airport), (IATA: KPN, ICAO: PAKI, FAA ідент. місц.: IIK) — державний цивільний аеропорт, розташований в районі Кіпнак (Аляска), США.

## Операційна діяльність
Аеропорт Кіпнак розташований на висоті трьох метрів над рівнем моря і експлуатує одну злітно-посадкову смугу:
- 15/33 розмірами 646 x 11 метрів з гравійним покриттям.

## Авіакомпанії і пункти призначення
| Авіакомпанія               | Пункт призначення |
| -------------------------- | ----------------- |
| Aero Flight                | Бетел             |
| Flight Alaska              | Чефорнак          |
| Hageland Aviation Services | Бетел, Чефорнак   |